# Нью-Йорк Айлендерс
«Нью-Йо́рк А́йлендерс» (англ. New York Islanders) — профессиональный хоккейный клуб, выступающий в Национальной хоккейной лиге. Представляет Столичный дивизион. Базируется в Элмонте, штат Нью-Йорк, США. 4-кратный обладатель Кубка Стэнли.

## История
В 1970 году, когда стало известно что НХЛ хотело бы иметь команду на Лонг-Айленде в новом «Нассау Ветеранз Мемориал Колизеуме», бизнесмен Рой Боэ, владелец баскетбольного клуба «Нью-Джерси Нетс», решил попытать удачи и в хоккее. С помощью 19 других инвесторов он собрал 6 миллионов долларов для вступительного взноса в НХЛ и ещё $4 миллиона для территориальной оплаты в фонд «Нью-Йорк Рейнджерс». Генеральным менеджером команды был назначен Билл Торри.
Все большие победы «Айлендерс» связаны с тренером Элом Арбором.
7 октября 1972 года «Айлендерс» провели первый матч в своей истории, проиграв дома «Атланте Флэймз» 2:3. Первая шайба в истории клуба оказалась на счету Эда Уэстфола. Первая победа пришла 5 дней спустя в Лос-Анджелесе — 3:2. Набрав всего 30 очков в первом сезоне, «Айлендерс» заняли последнее место в лиге и, получив право на первый выбор на драфте 1973 года, взяли защитника Дени Потвена, заложив тем самым начальный камень в создание команды-чемпиона. Перед началом сезона 1973-74 на пост старшего тренера команды был приглашён Эл Арбор.
Через год, в 1974-75, «Айлендерс» впервые пробились в плей-офф и в первом же раунде встретились со своими именитыми соседями — «Нью-Йорк Рейнджерс». Выиграв первый матч и сокрушительно проиграв во втором 3-8, в третьем матче в овертайме смогли выиграть матч и серию (серии первого раунда плей-офф тогда проводились до двух побед). В четвертьфинале против «Питтсбурга», проиграв первые три игры, «Айлендерс» показали волю к победе и выиграли следующие четыре поединка. В полуфинале против «Филадельфии Флайерз», также проиграв три первых игры, игроки «Айлендерс» смогли дотянуть до 7 поединка, но уступили действующим чемпионам на пути к их второму подряд кубку.
В последующие четыре сезона «Айлендерс» отлично выступали в регулярных сезонах, набирая более 100 очков, но во время плей-офф останавливались в одном шаге от финалов. Однако те годы не прошли даром. Голкипер Билли Смит и другая молодёжь набирались опыта, в команду вливались новые хоккеисты, такие как Брайан Троттье, Майк Босси и Буч Горинг.
В 1980 году «Айлендерс» завоевали свой первый Кубок Стэнли, обыграв в шести матчах «Филадельфию». В следующие три года «островитяне» переигрывали в финалах «Миннесоту», «Ванкувер» и «Эдмонтон». Лишь в 1984 году восходящие «Ойлерз» остановили «Айлендерс» на пути к пятому Кубку Стэнли.
В середине восьмидесятых годов «Айлендерс» продолжали находиться в элите команд НХЛ, но без особого успеха в плей-офф. Наиболее ярким эпизодом в истории клуба тех лет является гол Пэта Лафонтейна в седьмом матче серии плей-офф против «Вашингтон Кэпиталз» 18-19 апреля 1987 года, заброшенный на 9 минуте четвёртого овертайма.
После завершения игровой карьеры Дени Потвена и Билли Смита команда полностью провалила сезон 1988/1989, не попав в плей-офф в первый раз с 1974 года.
В 90-х годах «Айлендерс» вначале скатились до середнячков, а затем и до аутсайдеров лиги. Запоминающимся стал лишь сезон 1992/1993, когда команда набрала 87 очков (лучший показатель в 90-х годах) и сумела выбить из плей-офф сначала «Вашингтон Кэпиталз», а затем и фаворитов «Питтсбург Пингвинз», проиграв в финале конференции «Монреаль Канадиенс».
В середине 1990-х в команде началась чехарда владельцев и тренеров. Дела пошли на поправку лишь на рубеже 2000 г., когда «Айлендерс» были куплены миллионерами Чарльзом Вонгом и Саншаем Кумаром. У генерального менеджера Майка Милбери наконец-то появились деньги, и перед сезоном 2001/2002 «островитяне» приобрели нападающих Майкла Пеку из «Баффало», Алексея Яшина из «Оттавы» и вратаря Криса Осгуда из «Детройта». «Айлендерс» уверенно прошли регулярный чемпионат, впервые с 1994 г. пробились в число соискателей Кубка Стэнли и лишь в семи матчах уступили «Торонто» в первом раунде плей-офф.
В следующие пару лет «островитяне» также пробивались в плей-офф, занимая 8-е место в своей конференции, однако оба раза выбывали из борьбы в первом раунде, проиграв с одинаковым счётом 1:4 «Оттаве» в 2003 году и «Тампе» в 2004 году.
После «локаута», в сезоне 2005/2006 «Айлендерс» добавили в свои ряды неограниченно свободных агентов Мирослава Шатана и Алексея Житника и обменяли в «Эдмонтон» Майкла Пеку. Эти перестановки не усилили команду, и «островитяне» впервые с 2001 года остались за чертой плей-офф. Майк Милбери решился на добровольный уход с поста генерального менеджера, и 8 июня это место занял Нил Смит, приводивший «Нью-Йорк Рейнджерс» к победе в Кубке Стэнли 1994 года, а новым главным тренером стал Тед Нолан.
Однако всего месяц спустя, Вонг (к тому времени единственный хозяин «Айлендерс» — Кумар получил тюремный срок за финансовые махинации со своей основной компанией) уволил Смита, пригласив на пост генерального менеджера голкипера команды Гарта Сноу, которому в срочном порядке пришлось объявлять о завершении своей карьеры. Сноу начал с подписания 15-летнего контракта с другим вратарём Риком Дипьетро. Несмотря на скептические прогнозы, «островитяне» в сезоне 2006/2007 совершили маленькое чудо — добыв путёвку в плей-офф в последний день регулярного сезона после победы по буллитам над «Нью-Джерси Девилз». В первом раунде розыгрыша Кубка Стэнли против «Баффало», проиграли в пяти матчах.
Летом 2007 года «Айлендерс» потеряли ряд свободных агентов, выкупили контракт у Алексея Яшина и стали 29-ми в НХЛ в сезоне 2007/2008 по количеству заброшенных шайб, финишировав на общем 26-м месте.
Сезон 2008/2009 стал одним из худших сезонов «островитян» за всю историю клуба. «Айлендерс» набрали меньше всех очков в лиге и стали худшей командой НХЛ. «Айлендерс» не показывали командной игры, состав также оставлял желать лучшего, в команде не было выраженного лидера. Единственным положительным событием в сезоне 2008—2009 стало то, что «Айлендерс» получили право первого выбора на драфте. «Островитяне» задрафтовали канадского нападающего Джона Тавареса в надежде, что тот сможет вернуть «Островитян» в число лидеров лиги. Однако, следующие 3 сезона «Айлендерс» занимали последнее место в своём дивизионе и были далеки от зоны плей-офф. Успех к команде пришёл в сокращенном из-за локаута сезоне 2012/2013. Команда впервые за 6 лет попала в плей-офф, где проиграла «Питтсбургу» в серии 2:4. В сезоне 2013/2014 «Островитяне» не смогли развить свой успех. Травма капитана команды Джона Тавареса на Олимпийских играх подкосила команду, и она заняла последнее место в своём дивизионе.
В межсезонье в команду перешёл голкипер Ярослав Галак, с которым был подписан контракт на 4 года, а перед самым началом сезона 2014/2015 генеральный менеджер Гарт Сноу провёл 2 обмена, в результате которых в команду пришли 2 обладателя Кубка Стэнли: Джонни Бойчак и Ник Ледди. Новые приобретения позволили «Айлендерс» занять третье место в дивизионе и вернуться в плей-офф спустя сезон, где они в упорной борьбе проиграли «Вашингтону» в семи матчах. Этот сезон стал последним для «Островитян» на Нассау Ветеранз Мемориал Колизеум, на котором команда играла с 1972 года. С сезона 2015/16 «Айлендерс» начали выступать в Бруклине в Барклайс-центре.
20 декабря 2017 года было объявлено, что заявка владельцев «Нью-Йорк Айлендерс» выиграла тендер на строительство арены в районе Бельмонт-Паркa в городе Элмонт, штат Нью-Йорк. Строительство арены вместимостью около 18 000 зрителей, началось 23 сентября 2019 года и завершилось в ноябре 2021 года.
22 мая 2018 года на пост президента по хоккейным операциям был назначен Лу Ламорелло», 5 июня он стал генеральным менеджером клуба. 21 июня 2018 года главным тренером стал Барри Троц, выигравший в 2018 Кубок Стэнли с «Вашингтон Кэпиталз».

## Статистика
Сокращения: И = сыгранные матчи в регулярном чемпионате, В = победы, П = поражения, ПО = поражения в овертаймах, О = очки, ЗШ = забитые шайбы, ПШ = пропущенные шайбы, Рег. чемп. = место, занятое в указанном дивизионе по итогам регулярного чемпионата, Плей-офф = результат в плей-офф
| Сезон   | И  | В  | П  | ПО | О   | ЗШ  | ПШ  | Рег. чемп.   | Плей-офф |
| 2018-19 | 82 | 48 | 27 | 7  | 103 | 228 | 196 | 2, Столичный | выиграли в первом раунде, 4-0 («Питтсбург») проиграли во втором раунде, 0-4 («Каролина») |
| 2019-20 | 68 | 35 | 23 | 10 | 80  | 192 | 193 | 5, Столичный | выиграли в квалификационном раунде, 3-1 («Флорида») выиграли в первом раунде, 4-1 («Вашингтон») выиграли во втором раунде, 4-3 («Филадельфия») проиграли в финале конференции, 2-4 («Тампа-Бэй») |
| 2020-21 | 56 | 32 | 17 | 7  | 71  | 156 | 128 | 4, Восточный | выиграли в первом раунде, 4-2 («Питтсбург») выиграли во втором раунде, 4-2 («Бостон») проиграли в полуфинале Кубка Стэнли, 3-4 («Тампа-Бэй»)                                                     |
| 2021-22 | 82 | 37 | 35 | 10 | 84  | 231 | 237 | 5, Столичный | не попали |
| 2022-23 | 82 | 42 | 31 | 9  | 93  | 243 | 222 | 4, Столичный | проиграли в первом раунде, 2-4 («Каролина») |
| 2023-24 | 82 | 39 | 27 | 16 | 94  | 246 | 263 | 3, Столичный | проиграли в первом раунде, 1-4 («Каролина») |
| 2024-25 | 82 | 35 | 35 | 12 | 82  | 224 | 260 | 6, Столичный | не попали |

### Главные тренеры команды
| Год                        | Нац         | Тренер          |
| -------------------------- | ----------- | --------------- |
| 1972—1973                  | Флаг Канады | Фил Гойетт      |
| 1973                       | Флаг Канады | Эрл Ингарфилд   |
| 1973—1986; 1988—1994; 2007 | Флаг Канады | Эл Арбор        |
| 1986—1988                  | Флаг Канады | Терри Симпсон   |
| 1994—1995; 2001            | Флаг Канады | Лорн Хеннинг    |
| 1995—1997; 1998—1999       | Флаг США    | Майк Милбери    |
| 1997—1998                  | Флаг Канады | Рик Боунесс     |
| 1999                       | Флаг Канады | Билл Стюарт     |
| 1999—2001                  | Флаг Канады | Бутч Горинг     |
| 2001—2003                  | Флаг США    | Питер Лавиолетт |
| 2003—2006                  | Флаг Канады | Стив Стирлинг   |
| 2006                       | Флаг Канады | Брэд Шоу        |
| 2006—2008                  | Флаг Канады | Тед Нолан       |
| 2008—2010                  | Флаг США    | Скотт Гордон    |
| 2010—2017                  | Флаг Канады | Джек Капуано    |
| 2017—2018                  | Флаг США    | Дуг Уэйт        |
| 2018—2022                  | Флаг Канады | Барри Троц      |
| 2022—2024                  | Флаг Канады | Лэйн Ламберт    |
| 2024—н.в.                  | Флаг Канады | Патрик Руа      |

### Капитаны команды
| Год        | Нац            | Игрок          |
| ---------- | -------------- | -------------- |
| 1972—1977  | Флаг Канады    | Эд Уэстфолл    |
| 1977—1979  | Флаг Канады    | Кларк Гиллис   |
| 1979—1987  | Флаг Канады    | Дени Потвен    |
| 1987—1991  | Флаг Канады    | Брент Саттер   |
| 1991—1996  | Флаг Канады    | Патрик Флэтли  |
| 1997—1998  | Флаг Канады    | Брайан Маккейб |
| 1998—1999  | Флаг Канады    | Тревор Линден  |
| 1999—2000  | Флаг Швеции    | Кенни Йонссон  |
| 2001—2004  | Флаг Канады    | Майкл Пека     |
| 2005—2007  | Флаг России    | Алексей Яшин   |
| 2007—2009  | Флаг США       | Билл Герин     |
| 2009—2011  | Флаг США       | Дуг Уэйт       |
| 2011—2013  | Флаг Швейцарии | Марк Штрайт    |
| 2013—2018  | Флаг Канады    | Джон Таварес   |
| 2018—н. в. | Флаг США       | Андерс Ли      |

## Команда

### Текущий состав
| №                         | Игрок             | Страна                    | Хват    | Дата рождения             | Рост (см) | Вес (кг) | Средняя зарплата ($) | Действителен до |
| Вратари                   | Вратари           | Вратари                   | Вратари | Вратари                   | Вратари   | Вратари  | Вратари              | Вратари         |
| ------------------------- | ----------------- | ------------------------- | ------- | ------------------------- | --------- | -------- | -------------------- | --------------- |
| 30                        | Илья Сорокин      | Россия                    | Левый   | 4 августа 1995 (29 лет)   | 188       | 80       | 8,250,000            | 2031/32         |
| 31                        | Давид Риттих      | Чехия                     | Левый   | 19 августа 1992 (32 года) | 191       | 92       | 1,000,000            | 2025/26         |
| 35                        | Тристан Леннокс   | Канада                    | Левый   | 21 октября 2002 (22 года) | 193       | 89       | 867,500              | 2025/26         |
| 40                        | Семён Варламов    | Россия                    | Левый   | 27 апреля 1988 (37 лет)   | 188       | 95       | 2,750,000            | 2026/27         |
| 50                        | Маркус Хогберг    | Швеция                    | Левый   | 25 ноября 1994 (30 лет)   | 195       | 96       | 775,000              | 2025/26         |
| Защитники                 |                   |                           |         |                           |           |          |                      |                 |
| 3                         | Адам Пелек        | Канада                    | Левый   | 16 августа 1994 (30 лет)  | 191       | 97       | 5,750,000            | 2028/29         |
| 4                         | Тони Деанджело    | Соединённые Штаты Америки | Правый  | 24 октября 1995 (29 лет)  | 179       | 80       | 1,750,000            | 2025/26         |
| 6                         | Райан Пулок       | Канада                    | Правый  | 6 октября 1994 (30 лет)   | 188       | 97       | 6,150,000            | 2029/30         |
| 24                        | Скотт Мэйфилд     | Соединённые Штаты Америки | Правый  | 14 октября 1992 (32 года) | 195       | 99       | 3,500,000            | 2029/30         |
| 28                        | Александр Романов | Россия                    | Левый   | 6 января 2000 (25 лет)    | 181       | 84       | 6,250,000            | 2032/33         |
| 34                        | Адам Боквист      | Швеция                    | Правый  | 15 августа 2000 (24 года) | 182       | 82       | 850,000              | 2025/26         |
| 36                        | Исайя Джордж      | Канада                    | Левый   | 15 февраля 2004 (21 год)  | 183       | 90       | 838,333              | 2026/27         |
| -                         | Итан Бир          | Канада                    | Правый  | 26 июня 1997 (28 лет)     | 180       | 90       | 775,000              | 2025/26         |
| Левые крайние нападающие  |                   |                           |         |                           |           |          |                      |                 |
| 11                        | Энтони Дюклер     | Канада                    | Левый   | 26 июля 1995 (29 лет)     | 180       | 88       | 3,500,000            | 2027/28         |
| 12                        | Адам Бекман       | Канада                    | Левый   | 10 мая 2001 (24 года)     | 185       | 81       | 775,000              | 2025/26         |
| -                         | Джонатан Друэн    | Канада                    | Левый   | 28 марта 1995 (30 лет)    | 181       | 85       | 4,000,000            | 2026/27         |
| 27                        | Андерс Ли — К     | Соединённые Штаты Америки | Левый   | 3 июля 1990 (35 лет)      | 191       | 103      | 7,000,000            | 2025/26         |
| 49                        | Максим Шабанов    | Россия                    | Левый   | 7 октября 2000 (24 года)  | 173       | 71       | 950,000              | 2025/26         |
| 51                        | Эмиль Хейнеман    | Швеция                    | Левый   | 16 ноября 2001 (23 года)  | 188       | 88       | 1,100,000            | 2026/27         |
| Центрфорварды             |                   |                           |         |                           |           |          |                      |                 |
| 13                        | Мэтью Барзал      | Канада                    | Правый  | 26 мая 1997 (28 лет)      | 183       | 85       | 9,150,000            | 2030/31         |
| 14                        | Бо Хорват — А     | Канада                    | Левый   | 5 апреля 1995 (30 лет)    | 184       | 101      | 8,500,000            | 2030/31         |
| 15                        | Мэттью Хаймор     | Канада                    | Левый   | 27 февраля 1996 (29 лет)  | 180       | 82       | 775,000              | 2025/26         |
| 16                        | Марк Гаткомб      | Соединённые Штаты Америки | Правый  | 22 июля 1999 (26 лет)     | 188       | 88       | 900,000              | 2025/26         |
| 18                        | Пьерр Энгвалл     | Швеция                    | Левый   | 31 мая 1996 (29 лет)      | 194       | 87       | 3,000,000            | 2029/30         |
| 21                        | Кайл Палмьери     | Соединённые Штаты Америки | Правый  | 1 февраля 1991 (34 года)  | 178       | 84       | 4,750,000            | 2026/27         |
| 32                        | Кайл Маклин       | Соединённые Штаты Америки | Левый   | 29 апреля 1999 (26 лет)   | 185       | 86       | 775,000              | 2026/27         |
| 44                        | Жан-Габриэль Пажо | Канада                    | Правый  | 11 ноября 1992 (32 года)  | 175       | 82       | 5,000,000            | 2025/26         |
| 47                        | Лиам Фуди         | Канада                    | Левый   | 4 февраля 2000 (25 лет)   | 188       | 83       | 775,000              | 2025/26         |
| 53                        | Кейси Сизикас     | Канада                    | Левый   | 27 февраля 1991 (34 года) | 180       | 91       | 2,500,000            | 2026/27         |
| 71                        | Калум Ричи        | Канада                    | Правый  | 21 января 2005 (20 лет)   | 188       | 85       | 950,000              | 2026/27         |
| Правые крайние нападающие |                   |                           |         |                           |           |          |                      |                 |
| 7                         | Максим Цыплаков   | Россия                    | Левый   | 19 сентября 1998 (26 лет) | 190       | 82       | 2,250,000            | 2026/27         |
| 10                        | Симон Хольмстрём  | Швеция                    | Левый   | 24 мая 2001 (24 года)     | 183       | 88       | 3,625,000            | 2026/27         |
| 20                        | Хадсон Фэшинг     | Соединённые Штаты Америки | Правый  | 28 июля 1995 (29 лет)     | 188       | 95       | 775,000              | 2024/25         |

### Штаб
| Должность            | Имя           | Страна | Дата рождения           | В должности |
| -------------------- | ------------- | ------ | ----------------------- | ----------- |
| Генеральный менеджер | Матье Дарш    | Канада | 26 ноября 1976 (48 лет) | с 2025 года |
| Главный тренер       | Патрик Руа    | Канада | 5 октября 1965 (59 лет) | с 2024 года |
| Помощник тренера     | Бенуа Дерозье | Канада | 4 ноября 1988 (36 лет)  | с 2024 года |
| Помощник тренера     | Рэй Беннетт   | Канада | 17 мая 1962 (63 года)   | с 2025 года |
| Помощник тренера     | Боб Бугнер    | Канада | 8 марта 1971 (54 года)  | c 2025 года |
| Тренер вратарей      | Пьеро Греко   | Канада | 7 февраля 1968 (57 лет) | с 2018 года |

### Неиспользуемые номера
- 5 — Дени Потвен, защитник (1973—1988). Выведен из обращения 1 февраля 1992 года.
- 9 — Кларк Гиллис, крайний нападающий (1974—1986). Выведен из обращения 7 декабря 1996 года.
- 19 — Брайан Троттье, центральный нападающий (1975—1990). Выведен из обращения 20 октября 2001 года.
- 22 — Майк Босси, крайний нападающий (1977—1987). Выведен из обращения 3 марта 1992 года.
- 23 — Боб Нюстрём, крайний нападающий (1973—1986). Выведен из обращения 1 апреля 1995 года.
- 27 — Джон Тонелли, крайний нападающий (1978—1986). Выведен из обращения 21 февраля 2020 года.
- 31 — Билли Смит, вратарь (1972—1989). Выведен из обращения 20 февраля 1993 года.

## Индивидуальные рекорды
- Наибольшее количество очков за сезон: Майк Босси — 147 (1981-82)
- Наибольшее количество заброшенных шайб за сезон: Майк Босси — 69 (1978-79)
- Наибольшее количество результативных передач за сезон: Брайан Троттье — 87 (1978-79)
- Наибольшее количество штрафных минут за сезон: Брайан Каррэн — 356 (1986-87)
- Наибольшее количество очков, набранных защитником за один сезон: Дени Потвен — 101 (1978-79)